# Prinsengracht 571

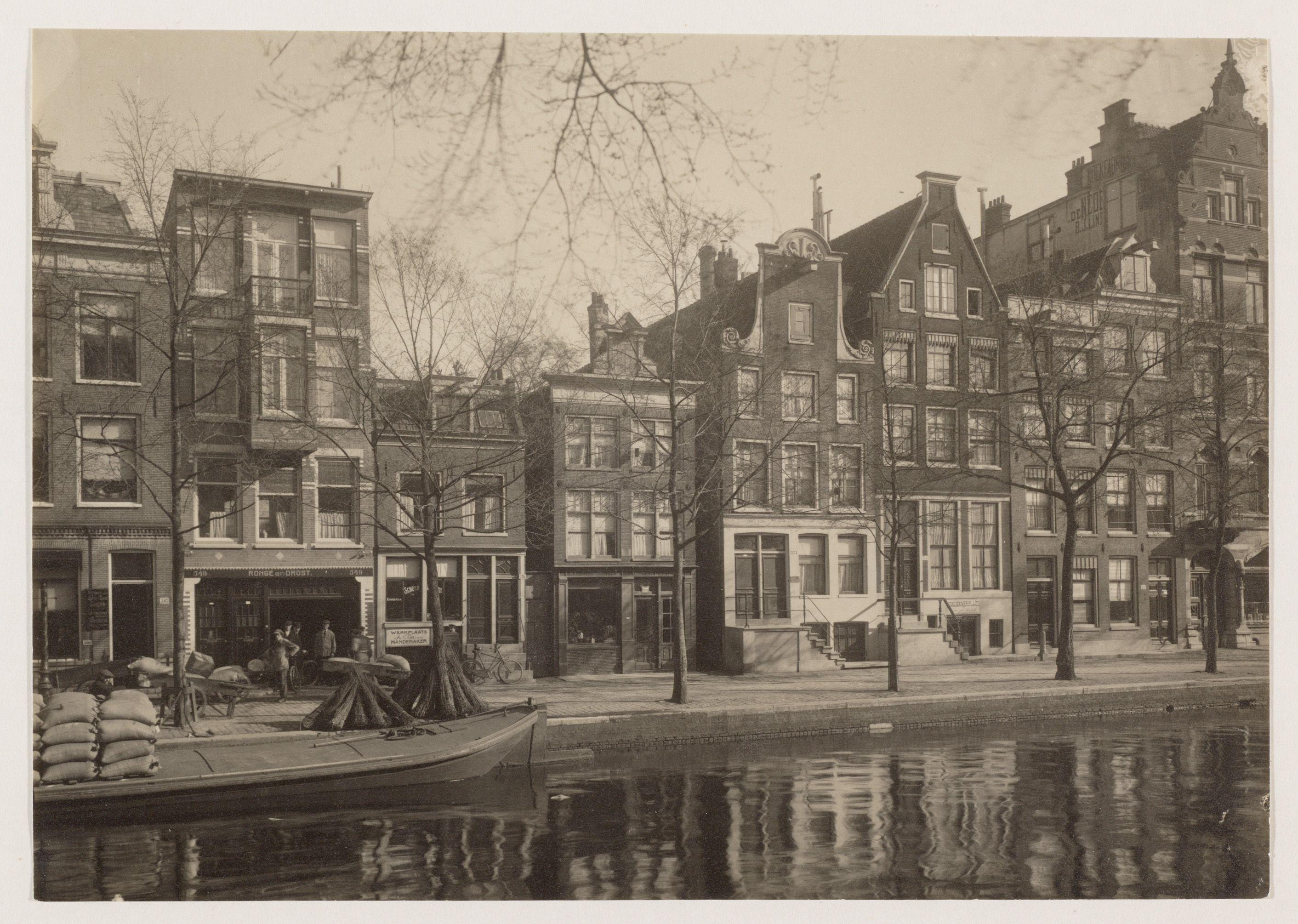
Prinsengracht 571, midden, gebouw met halsgevel

Prinsengracht 571 te Amsterdam is een gebouw aan de Prinsengracht in Amsterdam-Centrum.

## Inleiding
De Prinsengracht werd in gedeelten aangelegd en volgebouwd in de 17e eeuw. De stad Amsterdam was toen het Singel overgestoken en voordat de Jordaan werd gebouwd, was het de buitengrens van bebouwing. Die historie houdt dan ook in dat de oorspronkelijke bebouwing (grotendeels) is afgebroken dan wel afgebrand om plaats te maken voor nieuwbouw, waarbij soms deze cyclus weer herhaald werd. Huisnummer 571 is gesitueerd aan de oostelijke gevelwand tussen de Runstraat en Leidsegracht.

## Gebouw
Het gebouw viel in 1962 onder Monumentenzorg; men legde het gebouw fotografisch vast. Prinsengracht 571 werd op 8 september 1970 opgenomen in het rijksmonumentenregister (4357) onder de omschrijving: 
Pand met halsgevel uit eerste kwart 18e eeuw.
Vanuit een laag gelegen bordes loopt een trapje naar beneden het souterrain in. Het bordestrapje loopt naar boven naar de deuren van de beletage en twee bovenverdiepingen. Onder dat trapje bevindt zich nog een ingang naar het souterrain. Het geheel wordt afgesloten met een halsgevel met klauwstukken. Het gebouw is nadat het monument werd verklaard een aantal keren verbouwd, uiterlijk lijkt alleen het zolderluik in de halsgevel en onder de hijsbalk vervangen te zijn door een glaspartijtje.
Na Prinsengracht 533, Prinsengracht 535 en Prinsengracht 551 is dit het vierde rijksmonument in deze gevelwand. Overigens wordt Prinsengracht 571 door slechts één gebouw gescheiden van huisnummer 551. Ertussen staat alleen Prinsengracht 555 (en achtergelegen 557) en de (afgesloten) Kardoeskokersgang  Op Prinsengracht 579 volgt het volgende monument: het gemeentelijk monument (208039) De Nederlander van aanmerkelijk jongere datum (1895).